# Homalostethus spectabilis
Homalostethus spectabilis is een halfvleugelig insect uit de familie schuimcicaden (Cercopidae). De wetenschappelijke naam van deze soort is voor het eerst geldig gepubliceerd in 1834 door Burmeister.